# Bystra (Koszarawa)
Bystra – przysiółek wsi Koszarawa w Polsce położony w województwie śląskim, w powiecie żywieckim.
W latach 1975–1998 przysiółek administracyjnie należał do województwa bielskiego.
We wsi znajduje się poświęcony 4 października 2006 roku kościół Stygmatów św. Franciszka z Asyżu w Koszarawie Bystrej oraz klasztor Zakonu Braci Mniejszych (OFM – Franciszkanie). Od kilku lat działa także niepubliczna Szkoła Podstawowa Fundacji Królowej Świętej Jadwigi nauczająca metodą Montessori.
Osiedla Koszarawy Bystrej: Browary, Kaliki, Kallów, Kamińscy, Kolebiska, Kopówka, Kotrówka, Mimasówka, Moce, Molusiówka, Mraźnice, Mrowce, Pod Holą, Pod Jałowcem, Pod Przysłopem, Pod Szczawiną, Potocki, Potoki, Ryszkówka, Stara Polana, Tokarnia, Torbówka, U Pytli, Skrzypków, Za Molusiem, Zwalisko, Żłoby.